# Красний Бор (Тосненський район)
Красний Бор (рос. Красный Бор) — міське селище у Тосненському районі Ленінградської області Російської Федерації.
Населення становить 4956 осіб. Належить до муніципального утворення Красноборське міське поселення.

## Історія
Населений пункт розташований на історичній землі Іжорія.
Згідно із законом від 22 грудня 2004 року № 116-оз належить до муніципального утворення Красноборське міське поселення.

## Населення
| 1920  | 1923  | 1926  | 1935    | 1939    | 1949  | 1959  |
| ----- | ----- | ----- | ------- | ------- | ----- | ----- |
| 3149  | ↘3126 | ↗3623 | ↗10 500 | ↗12 136 | ↘895  | ↗7551 |
| 1970  | 1979  | 1989  | 1997    | 2002    | 2006  | 2009  |
| ↗8189 | ↘7585 | ↘5791 | ↘5300   | ↘4877   | ↗4900 | ↗4907 |
| 2010  | 2012  | 2013  | 2014    | 2015    | 2016  | 2017  |
| ↗5033 | ↗5161 | ↗5320 | ↗5412   | ↗5470   | ↘5333 | ↘5225 |
| 2018  | 2019  | 2020  |         |         |       |       |
| ↘5155 | ↘5088 | ↘4956 |         |         |       |       |